# Trachysphaera spelaea
Trachysphaera spelaea är en mångfotingart som först beskrevs av Ionel Grigore Tabacaru 1960.  Trachysphaera spelaea ingår i släktet Trachysphaera och familjen Doderiidae. Inga underarter finns listade i Catalogue of Life.